# Kajetan Kulik
Kajetan Kulik (ur. 11 listopada 1995) – polski siatkarz, grający na pozycji atakującego. 